# Wang Xinjie
Wang Xinjie (chinesisch 王鑫杰, Pinyin Wáng Xīnjié; * 24. Oktober 1996 in Shanghai) ist ein chinesischer Sportschütze.

## Erfolge
Wang Xinjie begann 2010 mit dem Schießsport und gab erst 2023 sein internationales Debüt. Das Jahr verlief sogleich äußerst erfolgreich für ihn: im Mannschaftswettbewerb mit der Schnellfeuerpistole wurde er sowohl Asienmeister in Changwon als auch Goldmedaillengewinner bei den 2023 ausgetragenen Asienspielen 2022 in Hangzhou und Weltmeister in Baku. Darüber hinaus sicherte er sich bei den Asienmeisterschaften die Silbermedaille im Einzelwettbewerb mit der Standardpistole und gewann auch mit der Mannschaft mit der Standardpistole den Titel bei den Weltmeisterschaften.
Bei den Olympischen Spielen 2024 in Paris nahm Wang in der Konkurrenz mit der Schnellfeuerpistole teil. Mit dieser erzielte er in der Qualifikation 587 Punkte und zog als Zweiter ins Finale der besten acht Schützen ein. Dort schied er nach sieben Schussfolgen mit insgesamt 23 Punkten als Drittplatzierter aus und sicherte sich so die Bronzemedaille. Mit 25 Punkten wurde Cho Yeong-jae aus Südkorea Zweiter, Olympiasieger wurde Wangs Landsmann Li Yuehong mit 32 Treffern.